# Яґневиці
Яґневиці (пол. Jagniewice, нім. Willshof) — село в Польщі, у гміні Скоки Вонґровецького повіту Великопольського воєводства.
У 1975-1998 роках село належало до Познанського воєводства.